# Eriphioides rosenbergi
Eriphioides rosenbergi là một loài bướm đêm thuộc phân họ Arctiinae, họ Erebidae.